# Цифровой аудиоформат
Цифрово́й аудиоформа́т — формат представления звуковых данных, используемый при цифровой звукозаписи, а также для дальнейшего хранения записанного материала на компьютере и других электронных носителях информации, так называемых звуковых носителях.
Аудиофа́йл (файл, содержащий звукозапись) — компьютерный файл, состоящий из информации об амплитуде и частоте звука, сохранённой для дальнейшего воспроизведения на компьютере или проигрывателе.

## Разновидности цифровых аудиоформатов
Существуют различные понятия звукового формата.
Формат представления звуковых данных в цифровом виде зависит от способа квантования аналогово-цифровым преобразователем (АЦП). В звукотехнике в настоящее время наиболее распространены два вида квантования:
- импульсно-кодовая модуляция
- сигма-дельта-модуляция

Зачастую разрядность квантования и частоту дискретизации указывают для различных звуковых устройств записи и воспроизведения как формат представления цифрового звука (24 бита/192 кГц; 16 бит/48 кГц).
Формат файла определяет структуру и особенности представления звуковых данных при хранении на запоминающем устройстве ПК. Для устранения избыточности аудиоданных используются аудиокодеки, при помощи которых производится сжатие аудиоданных. Выделяют три группы звуковых форматов файлов:
- аудиоформаты без сжатия, такие как WAV, AIFF
- аудиоформаты со сжатием без потерь (APE, FLAC)
- аудиоформаты со сжатием с потерями (MP3, Ogg)

Особняком стоят модульные музыкальные форматы файлов, созданные синтетически или из семплов заранее записанных живых инструментов. Они в основном служат для создания современной электронной музыки (MOD). Также сюда можно отнести формат MIDI, который не является звукозаписью, но с помощью секвенсора позволяет записывать и воспроизводить музыку, используя определённый набор команд в текстовом виде.
Форматы носителей цифрового звука применяют как для массового распространения звуковых записей (CD, SACD), так и в профессиональной звукозаписи (DAT, минидиск).
Для систем пространственного звучания также можно выделить форматы звука, в основном являющиеся звуковым многоканальным сопровождением к кинофильмам. Такие системы имеют целые семейства форматов, созданные двумя крупными конкурирующими компаниями — Digital Theater Systems Inc. (DTS) и Dolby Laboratories Inc. (Dolby Digital).
Также форматом называют количество каналов в системах многоканального звука (5.1; 7.1). Изначально такая система была разработана для кинотеатров, но впоследствии была расширена для систем домашнего кинотеатра.

## Некоторые виды цифрового звука в сравнении
| Название формата    | Разрядность, бит | Частота дискретизации, кГц | Число каналов | Скорость потока данных с диска, кбит/с | Степень и тип сжатия        |
| ------------------- | ---------------- | -------------------------- | ------------- | -------------------------------------- | --------------------------- |
| CD                  | 16               | 44,1                       | 2             | 1411,2                                 | 1:1 без потерь              |
| Dolby Digital (AC3) | 16-24            | 48                         | 6             | до 640                                 | ~12:1 с потерями            |
| DTS                 | 20-24            | 48; 96                     | до 8          | до 1536                                | 3:1 с потерями              |
| DVD-Audio           | 16; 20; 24       | 44,1; 48; 88,2; 96         | 6             | 6912                                   | 1:1 без потерь              |
| DVD-Audio           | 16; 20; 24       | 176,4; 192                 | 2             | 4608                                   | 1:1 без потерь              |
| MP3                 | 16-24            | до 48                      | 2             | до 320                                 | ~11:1 с потерями            |
| AAC                 | 16-24            | до 96                      | до 48         | до 512                                 | с потерями                  |
| AAC+ (SBR)          | 16-24            | до 48                      | 2             | до 320                                 | с потерями                  |
| Ogg Vorbis          | до 32            | до 192                     | до 255        | до 500                                 | с потерями                  |
| WMA                 | до 24            | до 96                      | до 2          | до 768                                 | 2:1, есть версия без потерь |

## Таблица сравнения
| Возможности               | FLAC               | WavPack            | TAK            | Monkey’s Audio     | OptimFROG     | ALAC               | WMA         | Shorten            | LA             | TTA                | MPEG-4 ALS         | MPEG-4 SLS         | Real Lossless |
| Кодирование               | быстро             | очень быстро       | очень быстро   | быстро             | медленно      | быстро             | средне      | очень быстро       | очень медленно | быстро             | средне             | медленно           | медленно      |
| Декодирование             | очень быстро       | быстро             | очень быстро   | средне             | медленно      | быстро             | быстро      | очень быстро       | медленно       | быстро             | быстро             | медленно           | очень быстро  |
| Сжатие                    | 55,7 %             | 55,7 %             | 53,9 %         | 53,7 %             | 53,2 %        | 56,7 %             | 57,1 %      | 60,9 %             | 52,1 %         | 55,3 %             | 55,1 %             | ?                  | 55,4 %        |
| Гибкость                  | очень хорошо       | очень хорошо       | очень хорошо   | очень хорошо       | очень хорошо  | плохо              | плохо       | плохо              | средне         | плохо              | очень хорошо       | плохо              | плохо         |
|                           |                    |                    |                |                    |               |                    |             |                    |                |                    |                    |                    |               |
| Обработка ошибок          | да                 | да                 | да             | нет                | да            |                    | да          | нет                | нет            | да                 | да                 | да                 |               |
| Поиск                     | да                 | да                 | да             | да                 | да            | да                 | да          | да                 | да             | да                 | да                 | да                 | да            |
| Теги                      | Vorbis tags        | ID3/APE            | APEv2 (exp.)   | ID3/APE            | ID3/APE       | iTunes             | ASF         | нет                | ID3v1          | ID3                | да                 | да                 | собственные   |
| Аппаратная поддержка      | очень хорошо       | ограниченно        | нет            | ограниченно        | нет           | хорошо             | ограниченно | ограниченно        | нет            | ограниченно        | нет                | нет                | нет           |
| Программная поддержка     | очень хорошо       | хорошо             | средне         | хорошо             | средне        | средне             | хорошо      | очень хорошо       | плохо          | средне             | плохо              | плохо              | плохо         |
| Гибрид/lossy (без потерь) | нет                | да                 | нет            | нет                | да            | нет                | нет         | нет                | нет            | нет                | нет                | да                 | нет           |
| ReplayGain                | да                 | да                 | да             | нет                | да            | отчасти            | нет         | нет                | нет            | да                 | да                 | да                 | нет           |
| RIFF-чанки                | да                 | да                 |                | да                 | да            |                    | нет         | да                 | да             | нет                |                    |                    |               |
| Потоковое воспроизведение | да                 | да                 | да             | нет                | да            | да                 | да          | нет                |                | нет                | да                 | да                 | да            |
| Поддержка Pipe            | да                 | да                 | да             | да                 | да            | да                 | да          | да                 | да             | нет                |                    |                    | нет           |
| Открытый исходный код     | да                 | да                 | нет            | да                 | нет           | да                 | нет         | да                 | нет            | да                 | да                 | да                 | нет           |
| Многоканальность          | да                 | да                 | да             | нет                | нет           | да                 | да          | нет                | нет            | да                 | да                 | да                 | нет           |
| Высокое разрешение        | да                 | да                 | да             | да                 | да            | да                 | да          | нет                | нет            | да                 | да                 | да                 | нет           |
| Поддержка ОС              | Кроссплатформенный | Кроссплатформенный | Win/Linux Wine | Кроссплатформенный | Win/Mac/Linux | Кроссплатформенный | Win/Mac     | Кроссплатформенный | Win/Linux      | Кроссплатформенный | Кроссплатформенный | Кроссплатформенный | Win/Mac/Linux |

1. ↑  Коэффициент сжатия вычисляется как отношение размера после сжатия к размеру до сжатия, умноженное на 100 %. Таким образом, чем меньше значение, тем лучше.
2. ↑  Под гибкостью понимается число доступных пользователю вариантов кодирования (быстро/слабое сжатие, медленно/сильное сжатие и все промежуточные варианты).

Указанные в таблице скорости кодирования и декодирования, а также коэффициент сжатия, получаются при использовании стандартных настроек кодировщика.

## Список цифровых аудиоформатов

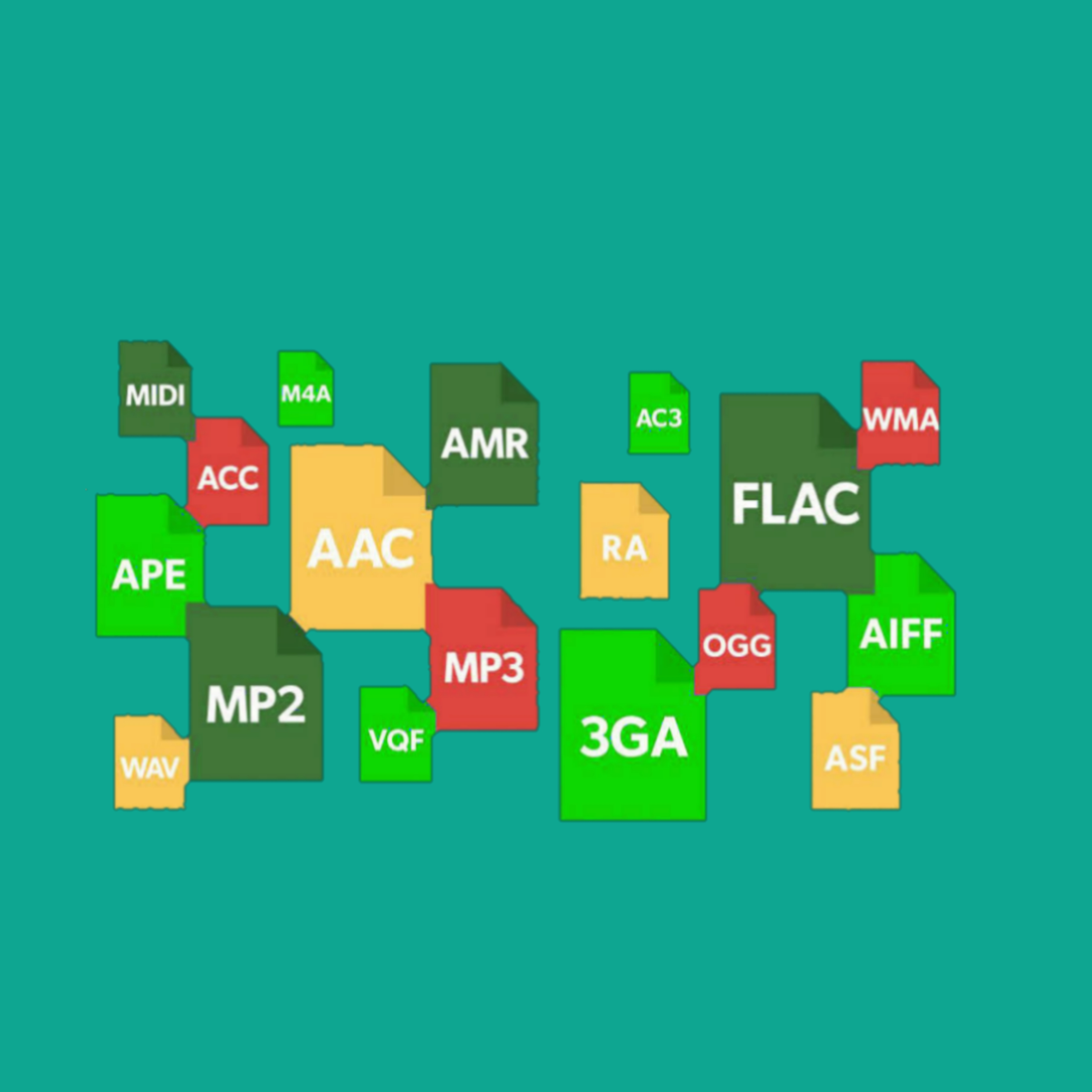
Связь цифровых аудиоформатов друг с другом

- AA
- AAC
- AC3 (Dolby Digital)
- ADX
- AHX
- AIFF
- APE
- ASF
- AU[англ.] (SND)
- AUD
- DMF
- DTS
- DXD
- FLAC
- MMF (Yamaha SMAF)
- MOD
- MP1
- MP2
- MP3
- MP4
- MPC
- Ogg Vorbis
- Opus
- RA
- TTA
- VOC
- VOX
- VQF
- WAV
- WMA
- XM
- CD
- DVD-audio
- MQA

### Кодирование без потерь

#### Форматы без сжатия
- AIFF
- AU
- CDDA — формат, используемый в аудио-CD
- DSD — формат, используемый в SACD
- DXD — качество цифровой звукозаписи DXD по многим параметрам превосходит не только другие ИКМ-форматы, но и DSD.
- IFF-8SVX — Interchange File Format
- IFF-16SV
- RAW — необработанные («сырые») замеры без какого-либо заголовка или синхронизации
- WAV — Microsoft Wave (Waveform audio format); разработан совместно с IBM

#### Форматы со сжатием звука без потерь
- FLAC (.flac) — свободный кодек из проекта Ogg
- Lossless Audio (.la)
- Lossless Predictive Audio Compression (LPAC; .pac)
- Apple Lossless (.m4a)
- Monkey's Audio (.ape)
- OptimFROG (.ofr)[1]
- RKAU (.rka)[2]
- Shorten (.shn)
- TTA — True Audio, свободный кодек
- TAK (.tak) — Tom’s lossless Audio Kompressor
- WavPack (.wv)
- Windows Media Audio 9 Lossless (.wma)
- ADX — формат звука с максимальным битрейтом 1 Гбит/с
- PXD (.pxd) — формат компании PXD Media. Один из первых аудиокодеков без потерь (1997). Используется в музыкальных конструкторах EJAY и других.

### Кодирование с потерями
- MP2 — MPEG-1/2 Layer 2 (Musicam)
- MP3 — MPEG-1/2/2.5 Layer 3
- Vorbis — проект Ogg, свободный, похож по принципам на MP3
- Speex — проект Ogg, свободный, сжатие голоса, низкий битрейт
- Opus — проект Ogg, свободный, передача звука по сети; основан на технологиях кодеков CELT и SILK.
- GSM-FR — GSM Full Rate, изначально для сотовых телефонов
- G.723.1 — один из базовых кодеков речевой IP-телефонии
- G.729 — эффективный узкополосный речевой кодек IP-телефонии
- Windows Media Audio (WMA)
- AAC (.m4a, .mp4, .m4p, .aac) — Advanced Audio Coding, часто в контейнере MPEG-4
- Musepack — Musepack (MPC)
- TwinVQ — Yamaha TwinVQ (VQF)
- RealAudio (RA, RM)
- OTS Audio File — похож на MP3
- SWA — Macromedia Shockwave Audio; сжатие как в MP3 с дополнительными заголовками для Macromedia Director[3]

### Другие форматы
- GYM — лог чипа Genesis YM2612
- IMF (id Music File) — создан id Software, содержит лишь байты, передаваемые чипу OPL2
- IT — модуль Impulse Tracker, добавлены сжатые инструменты, действия на отпускание ноты, и др.
- MID, MIDI (Musical Instrument Digital Interface) — обычно просто ноты и управляющие инструкции, но изредка и дампы семплов)
- MT2 — модуль MadTracker, сочетает свойства IT и XM
- MNG — звуковое сопровождение (BGM) для игр серии Creatures[англ.], начиная с Creatures 2[4]
- MOD — модули Soundtracker и Protracker для семплов и мелодии
- MusicXML
- NSF (NES music)
- NIFF
- ORG (Organya) — формат, придуманный разработчиками игры Cave Story
- PSF — PlayStation sound format
- PTB (Power Tab Editor tab)
- S3M — модуль ScreamTracker 3, чуть больше эффектов и отдельной колонкой громкости
- SPC — звуковой формат Super Nintendo Entertainment System
- STF — файл проекта StudioFactory, содержит все необходимые патчи, семплы, треки и установки для воспроизведения файла
- SYN — файл проекта SynFactory, содержит все необходимые патчи, семплы, треки и установки для воспроизведения файла
- VGM (Video Game Music) — лог нескольких чипов
- XM — модуль Fast Tracker, добавлены инструменты
- YM — формат звукового чипа Atari ST/Amstrad CPC YM2149

## Форматы плейлистов
Существуют как общепринятые (стандартные) форматы плейлистов, так и разработанные для конкретного медиаплеера. Однако нередко форматы второго типа становятся популярными и стандартными.
Наиболее популярные форматы плейлистов:
- Advanced Systems Format (.asx) — Windows Media Metafile — XML-подобный формат файла,[5] представленный в Windows Media Player.
- B4S — базирующийся на XML формат плейлиста Winamp3.
- FPL — плейлист плеера foobar2000.
- M3U (.m3u, .m3u8) — текстовый формат, изначально появился в Winamp, затем появилась его поддержка и в других плеерах.
- PLS — формат, используемый первоначально в плеере Light Alloy.
- Real Audio Metafile — только для файлов формата Real Audio.
- SMIL — XML-подобный формат, рекомендованный Консорциумом W3C; распространяется как на аудио-, так и на видеоформаты.
- VLC — собственный формат плейлиста в проигрывателе VLC.
- Windows Media Player Playlist (WPL) — список воспроизведения Windows Media Player, начиная с 9 версии.
- XSPF — открытый XML-формат, рассчитанный на переносимость и кроссплатформенность; разработан Xiph.Org.
- ZPL — формат плейлиста в Zoom Player.
- AIMPPL, AIMPPL4, PLC — форматы плейлистов плеера AIMP. (PLC : AIMP 1.52 - 2.60, AIMPPL : AIMP 3.00 - 3.60, AIMPPL4 : 4.00 - 5.02, начиная с 5.03 стандартным форматом плейлистов стал открытый формат плейлистов XSPF, на мобильной версии AIMP ранее также фигурировал формат AIMPBPL)